# Список 25 лидеров женской НБА по потерям за всю историю лиги

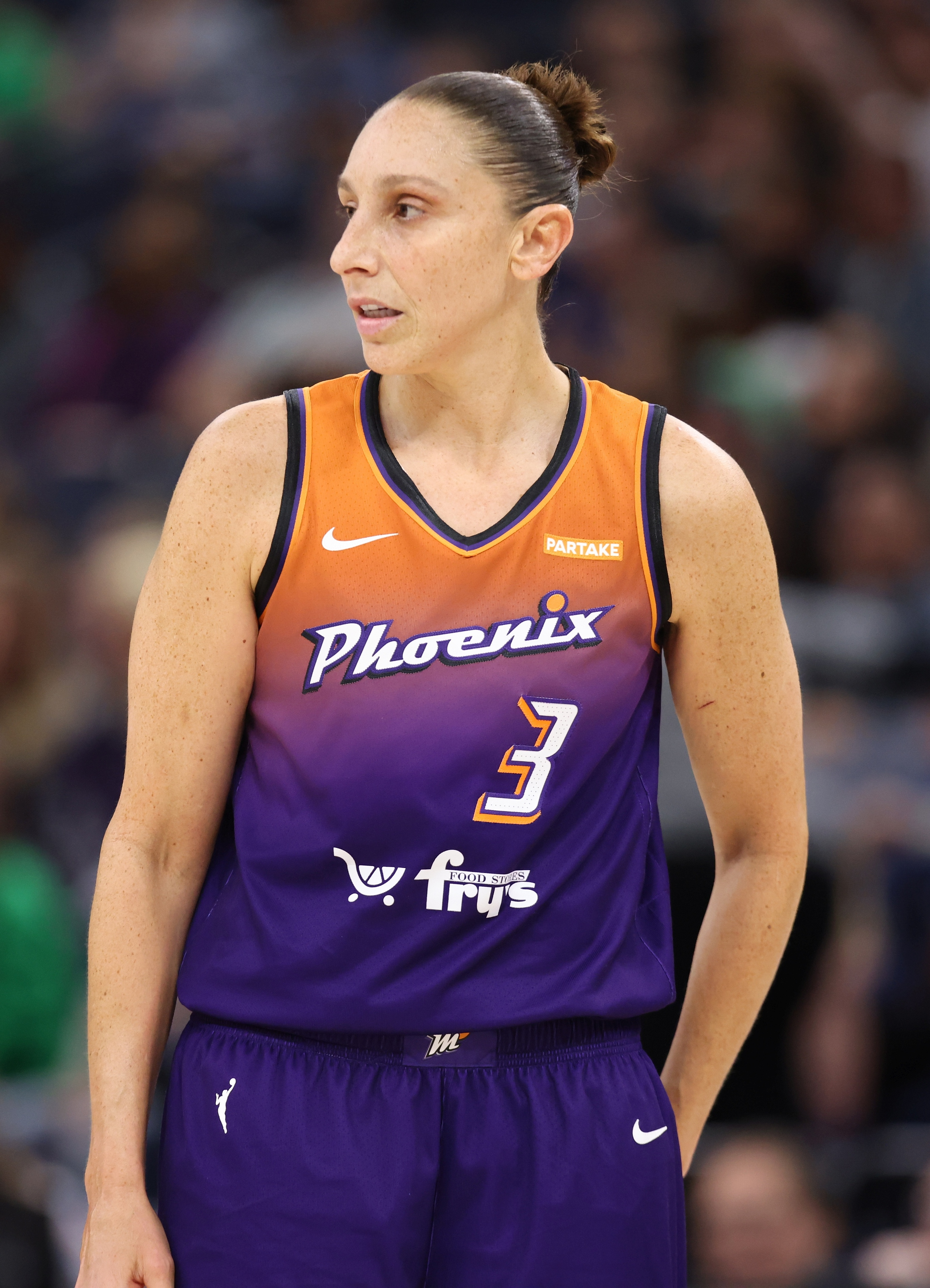
Дайана Таурази — лидер женской НБА по потерям за всю историю ассоциации с 7 июня 2023 года

Данный список содержит 25 игроков, совершивших наибольшее количество потерь в играх регулярных сезонов Женской национальной баскетбольной ассоциации за карьеру.
В баскетболе «потеря» означает ситуацию, когда баскетболист, владеющий мячом, утрачивает над ним контроль, после чего тот переходит к защищающейся команде. Потеря мяча игроком происходит в основном из-за недостатка концентрации и плохого видения игры. Впрочем игроки, которые призваны координировать игру команды в целом, а именно разыгрывающие защитники, вследствие более частого владения мячом делают больше потерь, чем игроки другого амплуа. Потеря может произойти в результате выхода мяча в аут, окончания времени на командное владение мячом (24 секунды), ошибок во время ведения (пробежка, двойное ведение или фол в нападении) или перехвата мяча защищающейся командой. Лишь четыре баскетболистки в данный момент сделали более 1200 потерь, 9 игроков преодолели планку в 1100 баллов и 12 человек имеют в своём пассиве более 1000 потерь.
Первым игроком, преодолевшим отметку в 1200 потерь, является Тина Томпсон, которая добилась данного результата в сезоне 2013 года, после чего завершила спортивную карьеру по его окончании с результатом в 1217 баллов. В следующем сезоне это достижение повторила Бекки Хэммон, закончившая свои выступления в ассоциации по его завершении, совершив в итоге 1224 потери. В сезоне 2017 года рубеж в 1200 потерь преодолела Сью Бёрд, которая завершила свою спортивную карьеру по окончании сезона 2022 года, сделав в конечном итоге 1393 потери. В сезоне 2020 года эту же планку превзошла до сих пор продолжающая свою спортивную карьеру, Дайана Таурази, результат которой в настоящее время составляет 1520 потерь. На пятом месте в данной номинации идёт Лиза Лесли, которая повесила кроссовки на гвоздь после сезона 2009 года, имея в своём пассиве 1193 балла.
Лидером же по среднему показателю за матч в данный момент является Лиза Лесли, которая по окончании карьеры имеет в своём пассиве результат в 3,29 потери в среднем за игру. Второе место в этой номинации занимает Энджел Маккатри, показатель которой в настоящее время составляет 3,05 балла в среднем за встречу. На третьем месте идёт Чамик Холдскло, которая по итогам своих выступлений совершала по 2,83 потери в среднем за игру.
В данный список входят три действующие баскетболистки, включая и самого несконцентрированного игрока ВНБА Дайану Таурази, лидирующую в этой номинации с 7 июня 2023 года.

## Легенда к списку
| Поз.    | З        | Ф       | Ц         | TPG                       | Прим.      |
| Позиция | Защитник | Форвард | Центровая | Количество потерь за игру | Примечания |

| ^ | Отмечены игроки, выступающие в ВНБА по сей день                                       |
| * | Избраны в Зал славы баскетбола                                                        |
|   | Недавно закончила карьеру, но пока не избрана в Зал славы                             |
|   | Завершила спортивную карьеру более 10 лет назад, но так и не была избрана в Зал славы |

## Список
По состоянию на 20 сентября 2024 года (на момент окончания сезона 2024 года, следующий сезон стартует в мае 2025 года)
| Место | Игрок               | Фото | Поз. | Год рождения | Клубы (годы) | Всего потерь | Игр сыграно | Потерь за игру | Зал славы | Прим.         |
| ----- | ------------------- | ---- | ---- | ------------ | --- | ------------ | ----------- | -------------- | --------- | ------------- |
| 1     | Дайана Таурази      |      | З/Ф  | 1982         | Финикс Меркури (2004—2014, 2016—2024) | 1520         | 565         | 2,69           |           | [ 4 ] [ 5 ]   |
| 2     | Сью Бёрд*           |      | З    | 1980         | Сиэтл Шторм (2002—2012, 2014—2018, 2020—2022) | 1393         | 580         | 2,40           |           | [ 6 ] [ 7 ]   |
| 3     | Бекки Хэммон*       |      | З    | 1977         | Нью-Йорк Либерти (1999—2006) Сан-Антонио Старз (2007—2014) | 1224         | 450         | 2,72           | 2023      | [ 8 ] [ 9 ]   |
| 4     | Тина Томпсон*       |      | Ф    | 1975         | Хьюстон Кометс (1997—2008) Лос-Анджелес Спаркс (2009—2011) Сиэтл Шторм (2012—2013) | 1217         | 496         | 2,45           | 2018      | [ 11 ] [ 12 ] |
| 5     | Лиза Лесли*         |      | Ц    | 1972         | Лос-Анджелес Спаркс (1997—2006, 2008—2009) | 1193         | 363         | 3,29           | 2015      | [ 13 ] [ 14 ] |
| 6     | Делиша Милтон-Джонс |      | Ф    | 1974         | Лос-Анджелес Спаркс (1999—2004, 2008—2012) Вашингтон Мистикс (2005—2007) Сан-Антонио Силвер Старз (2013) Нью-Йорк Либерти (2013—2014) Атланта Дрим (2014—2015)                         | 1173         | 499         | 2,35           |           | [ 15 ] [ 16 ] |
| 7     | Тиша Пенишейру      |      | З    | 1974         | Сакраменто Монархс (1998—2009) Лос-Анджелес Спаркс (2010—2011) Чикаго Скай (2012) | 1134         | 454         | 2,50           |           | [ 17 ] [ 18 ] |
| 8     | Кортни Вандерслут^  |      | З    | 1989         | Чикаго Скай (2011—2022) Нью-Йорк Либерти (2023—2024) Чикаго Скай (2025—н.в.) | 1128         | 429         | 2,63           |           | [ 19 ] [ 20 ] |
| 8     | Свин Кэш*           |      | Ф    | 1979         | Детройт Шок (2002—2007) Сиэтл Шторм (2008—2011) Чикаго Скай (2012—2013) Атланта Дрим (2014) Нью-Йорк Либерти (2014—2016)                                                               | 1128         | 479         | 2,35           | 2022      | [ 21 ] [ 22 ] |
| 10    | Кэндис Паркер       |      | Ф/Ц  | 1986         | Лос-Анджелес Спаркс (2008—2020) Чикаго Скай (2021—2022) Лас-Вегас Эйсес (2023) | 1062         | 410         | 2,59           |           | [ 23 ] [ 24 ] |
| 11    | Тамика Кэтчингс*    |      | Ф    | 1979         | Индиана Фивер (2002—2016) | 1043         | 457         | 2,28           | 2020      | [ 25 ] [ 26 ] |
| 12    | Линдсей Уэйлен*     |      | З    | 1982         | Коннектикут Сан (2004—2009) Миннесота Линкс (2010—2018) | 1006         | 480         | 2,10           | 2022      | [ 27 ] [ 28 ] |
| 13    | Сильвия Фаулз*      |      | Ц    | 1985         | Чикаго Скай (2008—2014) Миннесота Линкс (2015—2022) | 961          | 408         | 2,36           |           | [ 29 ] [ 30 ] |
| 14    | Тина Чарльз^        |      | Ц    | 1988         | Коннектикут Сан (2010—2013) Нью-Йорк Либерти (2014—2019) Вашингтон Мистикс (2021) Финикс Меркури (2022) Сиэтл Шторм (2022) Атланта Дрим (2024) Коннектикут Сан (2025—н.в.)             | 957          | 430         | 2,23           |           | [ 31 ] [ 32 ] |
| 15    | Таниша Райт         |      | З    | 1983         | Сиэтл Шторм (2005—2014) Нью-Йорк Либерти (2015—2016) Миннесота Линкс (2018) Нью-Йорк Либерти (2019)                                                                                    | 954          | 457         | 2,09           |           | [ 33 ] [ 34 ] |
| 16    | Энджел Маккатри     |      | Ф    | 1986         | Атланта Дрим (2009—2016, 2018—2019) Лас-Вегас Эйсес (2020—2021) Миннесота Линкс (2022)                                                                                                 | 949          | 311         | 3,05           |           | [ 35 ] [ 36 ] |
| 17    | Кэппи Пондекстер    |      | З    | 1983         | Финикс Меркури (2006—2009) Нью-Йорк Либерти (2010—2014) Чикаго Скай (2015—2017) Лос-Анджелес Спаркс (2018) Индиана Фивер (2018)                                                        | 948          | 416         | 2,28           |           | [ 37 ] [ 38 ] |
| 18    | Шэннон Джонсон      |      | З    | 1974         | Орландо Миракл (1999—2002) Коннектикут Сан (2003) Сан-Антонио Силвер Старз (2004—2006) Детройт Шок (2007) Хьюстон Кометс (2008) Сиэтл Шторм (2009)                                     | 940          | 352         | 2,67           |           | [ 39 ] [ 40 ] |
| 19    | Кэти Смит*          |      | З/Ф  | 1974         | Миннесота Линкс (1999—2005) Детройт Шок (2005—2009) Вашингтон Мистикс (2010) Сиэтл Шторм (2011—2012) Нью-Йорк Либерти (2013)                                                           | 935          | 482         | 1,94           | 2018      | [ 41 ] [ 42 ] |
| 20    | Тадж Макуильямс     |      | Ф/Ц  | 1970         | Орландо Миракл (1999—2002) Коннектикут Сан (2003—2006) Лос-Анджелес Спаркс (2007) Вашингтон Мистикс (2008) Детройт Шок (2008—2009) Нью-Йорк Либерти (2010) Миннесота Линкс (2011—2012) | 900          | 440         | 2,05           |           | [ 43 ] [ 44 ] |
| 21    | Кэндис Дюпри        |      | Ф    | 1984         | Чикаго Скай (2006—2009) Финикс Меркури (2010—2016) Индиана Фивер (2017—2020) Сиэтл Шторм (2021) Атланта Дрим (2021)                                                                    | 872          | 494         | 1,77           |           | [ 45 ] [ 46 ] |
| 22    | Алана Бирд          |      | З/Ф  | 1982         | Вашингтон Мистикс (2004—2009) Лос-Анджелес Спаркс (2012—2019) | 854          | 420         | 2,03           |           | [ 47 ] [ 48 ] |
| 23    | Алисса Томас^       |      | Ф    | 1992         | Коннектикут Сан (2014—2024) Финикс Меркури (2025—н.в.) | 830          | 320         | 2,59           |           | [ 49 ] [ 50 ] |
| 23    | Кэти Дуглас         |      | З/Ф  | 1979         | Орландо Миракл (2001—2002) Коннектикут Сан (2003—2007, 2014) Индиана Фивер (2008—2013)                                                                                                 | 830          | 412         | 2,01           |           | [ 51 ] [ 52 ] |
| 25    | Бетти Леннокс       |      | З    | 1976         | Миннесота Линкс (2000—2002) Майами Сол (2002) Кливленд Рокерс (2003) Сиэтл Шторм (2004—2007) Атланта Дрим (2008) Лос-Анджелес Спаркс (2009—2010) Талса Шок (2011)                      | 800          | 320         | 2,50           |           | [ 53 ] [ 54 ] |

## Комментарии
1. ↑  Игроки ВНБА включаются в Зал славы баскетбола не ранее, чем через 5 полных лет после окончания карьеры[2], а с 2016 года этот период был сокращён до четырёх лет[3].
2. ↑  Это список ВНБА, и в него не входят сезоны, проведённые игроками в других лигах, таких как АБЛ и прочие.
3. ↑  Количество сделанных потерь в среднем за игру, округляется до сотых.